# لوسی استیل
لوسی استیل (به انگلیسی: Lucy Steele) (زاده ۱۲ مه ۱۹۶۹) ورزشکار زن سابق رشتهٔ اسکی صحرانوردی اهل کشور کانادا است که در بازی‌های المپیک زمستانی ۱۹۹۲ شرکت کرده بود.